# James Carpenter (astronomo)
James Carpenter (1840 – 1899) è stato un astronomo britannico che lavorò all'Osservatorio Reale di Greenwich.

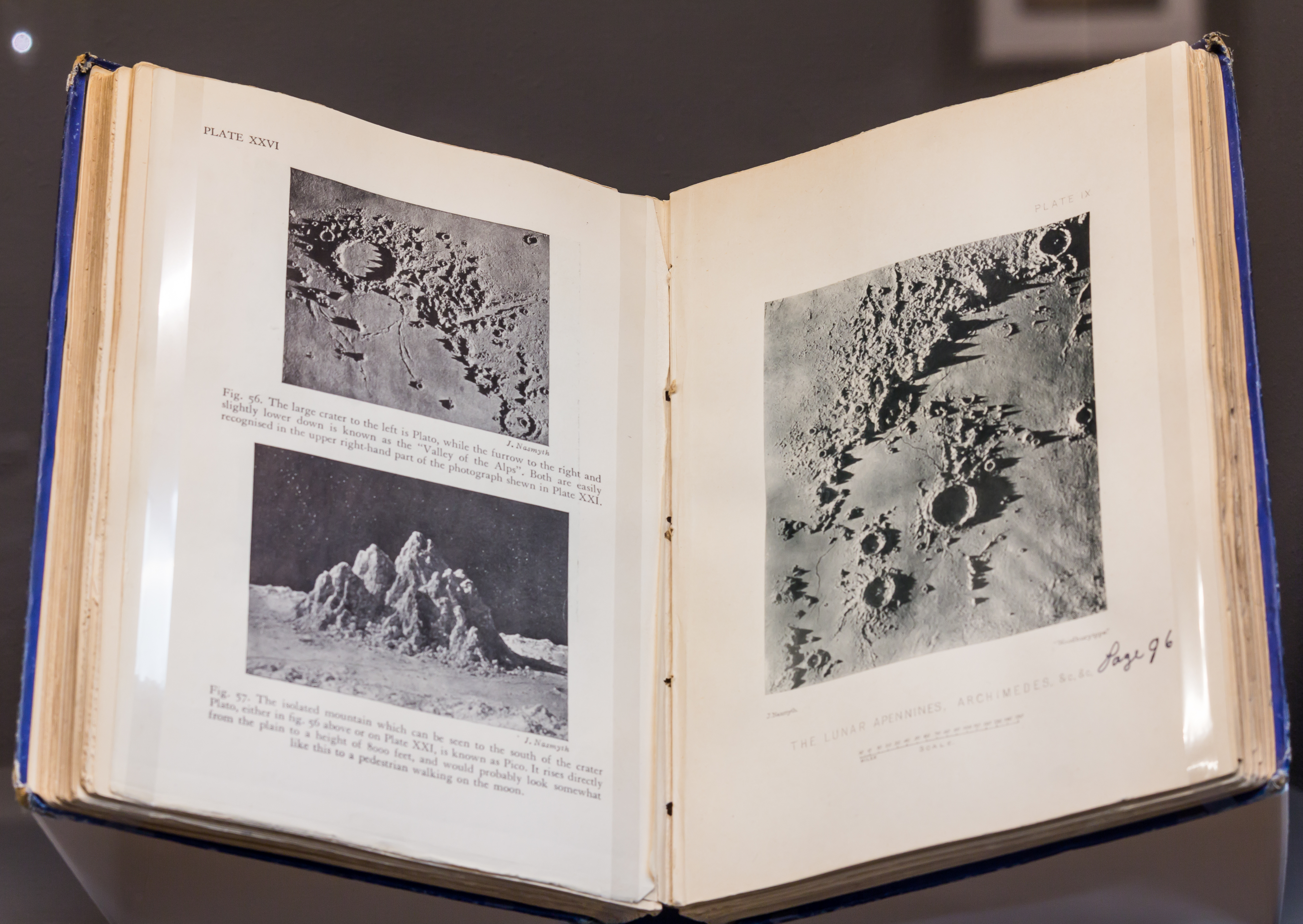
Il libro "The moon considered as a planet, a world and a satelite"

Nel corso del 1860 svolse le prime osservazioni di spettri stellari all'osservatorio, sotto la direzione dell'Astronomo reale George Airy. Nel 1861-62 fu uno dei tre astronomi che riuscirono ad osservare il lato inferiore e oscuro degli anelli di Saturno; gli altri due astronomi erano William Wray e Otto Struve. 
Nel 1871, l'ingegnere James Nasmyth collaborò con James Carpenter per scrivere un libro sulla Luna dal titolo: The Moon: Considered as a Planet, a World, and a Satellite. Nel libro apparivano fotografie scattate su modelli di gesso della superficie lunare e riprese con illuminazione da diverse angolazioni. Ne risultarono immagini della superficie lunare più realistiche di quelle che si potevano ottenere dalle fotografie telescopiche di quel periodo. Gli autori ipotizzarono nel libro che i crateri lunari fossero di origine vulcanica, teoria rivelatasi in seguito errata.
Il cratere lunare Carpenter è stato dedicato congiuntamente a lui ed a Edwin Francis Carpenter.